# Gobierno y política de la República Democrática Alemana

Emblema oficial de la República Democrática Alemana.

La República Democrática Alemana (RDA) fue fundada oficialmente el 7 de octubre de 1949, en el territorio alemán ocupado por la Unión Soviética (URSS) tras el final de la Segunda Guerra Mundial.

## Historia

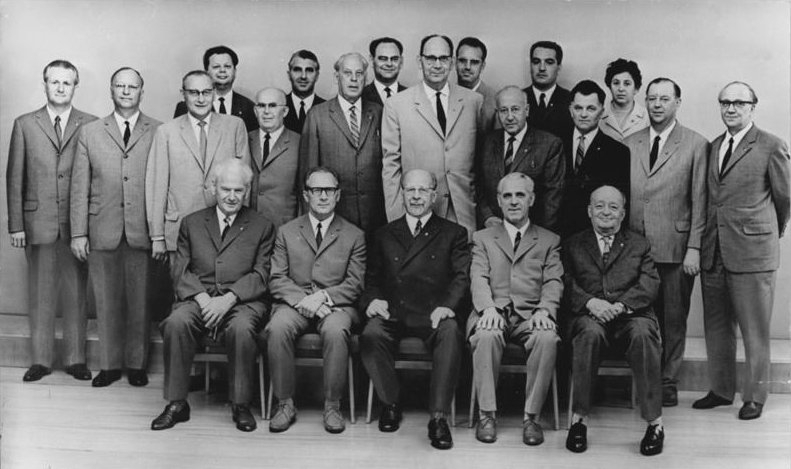
Politburó del SED en 1968; sentados, en primer plano, de izquierda a derecha: Erich Honecker, Walter Ulbricht y Willi Stoph.

En los años comprendidos entre el final del conflicto y la fundación de la nueva República, se organizó en esta zona el Partido Socialista Unificado de Alemania (Sozialistische Einheitspartei Deutschlands, SED). El SED fue impulsado por las organizaciones orientales del Partido Comunista de Alemania (KPD) de Wilhelm Pieck y el Partido Socialdemócrata de Alemania (SPD) de Otto Grotewohl. El SED impulsó la creación y potenciación de una organización juvenil vinculada a dicho partido, la Juventud Libre Alemana (Freie Deutsche Jügend, FDJ) y una central sindical, la Federación Alemana de Sindicatos Libres (Freier Deutscher Gewerkschaftsbund, FDGB).
La creación del Congreso Popular (Volkskongress) fue impulsada por estas organizaciones, el cual redactó la Constitución de 1949. Esta Constitución no definía al Estado como socialista, y contemplaba el multipartidismo y la propiedad privada. Hasta 1968 no sería redactada una Constitución que definía al Estado como socialista y elevaba al rango de constitucional la economía nacionalizada y planificada. 
Tras la caída del Muro de Berlín el 9 de noviembre de 1989, las estructuras de poder de la RDA se fueron diluyendo, mientras el 95% de la militancia del SED abandonaba el partido. Como consecuencia de esta situación se celebraron las últimas elecciones de la historia de la RDA el 18 de marzo de 1990, resultando vencedora la coalición Alianza por Alemania (integrada por la CDU, la DSU y el DA) con el 48% de los votos y 192 escaños. Los socialdemócratas obtuvieron 88 escaños, el SED (entonces rebautizado como Partido del Socialismo Democrático, PDS) 66, la BFD 21, la Alianza 90, 12 y otros partidos los 21 restantes. Nohlen & Stöver, 
Se formó un gobierno no socialista cuya única tarea fue conseguir la integración en la República Federal Alemana en octubre de 1990 y por tanto, la disolución de la RDA, mediante la reunificación alemana el 3 de octubre de 1990.

## Poder legislativo
El principal organismo legislativo de la RDA desde su fundación fue la Cámara del Pueblo (Volkskammer). Desde el principio a las elecciones se presentó una Lista Unitaria (Einheitlist) en la que se encuadraban los partidos y organizaciones de masas del Frente Nacional de la Alemania Democrática (Nationale Front der Demokratische Deutschland). Estos partidos eran:
- Partido Socialista Unificado de Alemania (SED). Partido comunista.
- Unión Demócrata Cristiana (CDU). La organización oriental de la CDU se integró en el sistema de la RDA colaborando con el SED, aunque tras la reunificación se integró en la CDU occidental.
- Partido Liberal Democrático de Alemania (LPDP). Partido defensor de los derechos civiles. También colaborador del SED, acabó integrándose en el FDP occidental tras la reunificación.
- Partido Democrático Campesino de Alemania (DBD). Partido formado por pequeños granjeros y agricultores de las zonas rurales de la RDA.
- Partido Nacional Democrático de Alemania (NDPD). Partido formado por ex-oficiales de la Wehrmacht o exmilitantes reconvertidos del NSDAP.

Las organizaciones de masas eran:
- Federación Alemana de Sindicatos Libres (FDGB). Central sindical que organizaba al 98% de los trabajadores.

- Juventud Libre Alemana (FDJ). Organización que agrupaba a la juventud de la RDA.

- Liga de Mujeres Democráticas de Alemania (DFD). Organización de mujeres de la RDA.

- Asociación Cultural de la RDA (KB). Organización en la que se integraban los intelectuales.

En la Cámara del Pueblo no se producían discrepancias abiertas pues los grupos políticos carecían de capacidad para disputarse el poder, provocando que en las votaciones dadas en la cámara, alrededor del 99% de los votos se agrupaban normalmente en la lista unida del Frente Nacional. Tan sólo se registró una importante discrepancia cuando se legalizó el aborto en 1972, ya que 14 diputados de la CDU votaron en contra y 8 se abstuvieron.

## Poder ejecutivo
Respecto al poder ejecutivo, la Cámara del Pueblo tenía sobre el papel amplios poderes, ya que elegía a los Consejos de Estado y de Ministros y al secretario del Comité de Defensa Nacional. Estos eran los organismos que regían el Gobierno de la República Democrática Alemana teóricamente. En la práctica, las principales decisiones políticas de poder provenían del Comité Central y el Politburó del SED, cuyo secretario general era la principal fuente de poder del Estado.

## Principales dirigentes
- Wilhelm Pieck: Secretario general del SED (1946-1950) y Presidente del Consejo de Estado (1949-1960).

- Otto Grotewohl: Secretario general del SED (1946-1950) y Presidente del Consejo de Ministros (1949-1964).

- Walter Ulbricht: Secretario general del SED (1950-1971) y Presidente del Consejo de Estado (1960-1973).

- Erich Honecker: Secretario general del SED (1971-1989) y Presidente del Consejo de Estado (1976-1989).

- Willi Stoph: Presidente del Consejo de Estado (1973-1976) y Presidente del Consejo de Ministros (1964-1973) (1976-1989).

- Egon Krenz: Secretario general del SED y Presidente del Consejo de Estado (octubre-diciembre de 1989).

- Hans Modrow: Presidente del Consejo de Ministros (noviembre de 1989-abril de 1990).

- Lothar de Maizière: Presidente del Consejo de Ministros tras las elecciones de 1990 (abril-octubre de 1990).